# Hulppojärvi
Hulppojärvi är en sjö i Finland. Den ligger i Ikalis stad i landskapet Birkaland, i den sydvästra delen av landet, 200 km norr om huvudstaden Helsingfors. Hulppojärvi ligger 126,9 meter över havet. I omgivningarna runt Hulppojärvi växer i huvudsak blandskog. Arean är 1,2 kvadratkilometer och strandlinjen är 15,36 kilometer lång. Sjön  ingår i Kumo älvs huvudavrinningsområde. 
I övrigt finns följande i Hulppojärvi:
- Mäntysaaret (en ö)
- Lähteenmäensaaret (en ö)
- Peräsaari (en ö)

I övrigt finns följande vid Hulppojärvi:
- Juurijärvi (en sjö)
- Vähävesi (sjö)